# 日本馬主協会連合会
日本馬主協会連合会（にほんうまぬしきょうかいれんごうかい、JAPAN OWNERS' ASSOCIATION）とは、日本に10ある馬主協会（中央競馬の馬主で組織された団体）の連合体である。略称はJOA。1961年3月に中央競馬馬主協会連合会として設立され、1993年12月、日本馬主協会連合会に改称した。

## 概要
馬主相互の親睦、社会福祉活動、競馬の普及・発展を目的とする諸活動を行うほか、馬主の利益団体としての側面ももつ。具体例として、馬主の税負担をめぐって大蔵省（現：財務省）と交渉を行い、税制改革を実現させたことがある。また、厩務員が労働争議を行う際には調教師組合とともに交渉の当事者となる場合が多い。

## 歴代会長
会長の任期は2年である。
1. 鈴江繁一（1961年3月 - 1962年11月）
2. 樋口正一（1963年3月 - 1965年3月）
3. 栗林友二（1965年3月 - 1967年3月）
4. 中村勝五郎（1967年4月 - 1975年3月）
5. 藤田正明（1975年4月 - 1976年12月）
6. 小川乕三（1977年1月 - 1980年4月）
7. 上田清次郎（1980年4月 - 1985年3月）
8. 相馬恵胤（1985年4月 - 1989年3月）
9. 山本愼一（1989年4月 - 1993年3月）
10. 菅浦一（1993年4月 - 6月）
11. 小紫芳夫（1993年6月 - 2001年3月）
12. 谷水雄三（2001年4月 - 2003年3月）
13. 和泉信一（2003年4月 - 2005年3月）
14. 松本好雄（2005年4月 - 2012年12月）[3]
15. 森保彦（2013年1月 - 2017年3月）
16. 大八木信行（2017年4月 - 2021年3月）
17. 西川賢（2021年4月 - 2025年3月）
18. 木村昌三（2025年4月 - ）

## 会員組織
- 一般社団法人 札幌馬主協会
  - 会長：岡田牧雄
- 一般社団法人 函館馬主協会
  - 会長：下河辺行雄
- 一般社団法人 福島馬主協会
  - 会長：伊東純一
- 一般社団法人 新潟馬主協会
  - 会長：飯塚知一
- 一般社団法人 中山馬主協会
  - 会長：西川賢
- 一般社団法人 東京馬主協会
  - 会長：森保彦
- 一般社団法人 中京馬主協会
  - 会長：加藤千豊
- 一般社団法人 京都馬主協会
  - 会長：山田貢一
- 一般社団法人 阪神馬主協会
  - 会長：山内邦一
- 一般社団法人 九州馬主協会
  - 会長：小田切有一